# Ramon Enrich
 (novembre 2011).
Si vous disposez d'ouvrages ou d'articles de référence ou si vous connaissez des sites web de qualité traitant du thème abordé ici, merci de compléter l'article en donnant les références utiles à sa vérifiabilité et en les liant à la section « Notes et références ».
 (mars 2009).
Améliorez-le ou discutez des points à vérifier. 
Ramon Enrich (Né en 1968 à Igualada en Catalogne, en Espagne) est un peintre et sculpteur catalan. Sa vocation d'artiste s'est éveillée par influence de son père, Ramon Enrich, fabricant de tricot avec un talent autodidacte pour le dessin, la musique et l'architecture. Il connut ainsi un apprentissage constant.
Il a étudié Beaux-arts à Barcelone. Ainsi que l'Histoire (qu'il ne termina pas) et Arts graphiques. À la fin des années 1980, il obtint des bourses pour peindre et exposer à l'étranger. Il fit de longs séjours aux centres culturel Mousonturm de Francfort-sur-le-Main et à Berlin. Grand admirateur de Donald Judd, il se rendit en 1988 aux États-Unis, à Marfa (Texas), où Judd vivait. À la Chinati Foundation / Fundación Chinati et à la Judd Foundation, il a exposé des œuvres réalisées sur place. Il voyagea ensuite à Los Angeles, où il rencontra Ed Ruscha et travailla avec David Hockney. Il s'installa ensuite à New York, pour travailler comme assistant dans l’atelier de Julian Schnabel.
Il a fait des nombreuses expositions à Barcelone, Amsterdam, Hong Kong, New-York, Bruxelles et Paris. Actuellement il réside et travaille à Igualada.

## Œuvre picturale
Il y a une série de thèmes récurrents dans ses tableaux sur les relations entre l'architecture et le paysage. Il peint des grands scénarios vides formés par des éléments architectoniques et végétaux, avec un intérêt spécial pour la simplification et la représentation essentielle des choses. Grandes toiles avec chorégraphies inanimées et mystérieuses à partir d'une réalité tamisée par la géométrie, la métaphysique. Il joue avec tout un alphabet symbolique d'éléments: des grandes typographies, le cyprès, des halls manufacturiers, dépôts, mares, rampes, jardins baroques. Avec une atemporalité, proche du surréalisme et avec un traitement ironique du paysage, de tradition romantique.

## Expositions principales
- 1993: Marburg Museum, Marburg (Allemagne)
- 1994: Mousonturm, Francfort-sur-le-Main
- 1994: Galeria Trece, Ventalló (Catalogne, Espagne)
- 1994: Musée für Moderne Kunst, Mittelhof (Allemagne)
- 1999: Rare Art Properties, New-York
- 1999: Pfund Galerie, Berlin
- 2001: Galerie Martin, Hong Kong
- 2001: Àmbit Galeria d’Art, Barcelone
- 2002: Galeria Ignacio de Lassaleta, Barcelone
- 2002: Galería Spectrum, Saragosse
- 2003: Galerie Arcturus, Paris
- 2003: Nord LB Bank, Hamburg
- 2005: Maison Kregg, Bruxelles
- 2005: Galerie Il Polittico, Rome
- 2005: Sala Parés, Barcelone
- 2006: Hof&Huyser, Amsterdam
- 2006: Art International, Zurich
- 2008: Musée de Llavaneres (Catalogne, Espagne)
- 2009: Galeria María José Castellví, Barcelona

## Collections publiques et privées
- Col.lecció La Caixa, Barcelone
- Collección Banco Santander, Madrid
- Fundació Vila Casas, Barcelone
- Collection Boudouin, Bruxelles
- Círculo Ecuestre, Barcelone
- Collection Blachère, Apt
- Mairie de Barcelone
- Fundación Coca Cola, Madrid
- Tanaka Foundation, Tokyo
- Collección NH, Madrid
- Collection Ducasse, Paris
- Donald Judd Collection, Marfa (Texas, États-Unis)
- Collection particulière de David Hockney, Los Angeles
- Fundación Telefónica, Madrid
- Collection particulière de Carmen et Lluís Bassat, Barcelone
- Museu de l’Aigua, Barcelone
- Círculo de Bellas Artes, Madrid
- Collection Deutsche Bank, Francfort-sur-le-Main
- Collection particulière de Norman Foster, Londres
- Eric Spiekerman, Berlin
- Colección Arisa, Madrid
- Collection Eneco, Rotterdam

## Autres projets
- Premier Prix d’Illustration. Livre de Maison Léopold, Versailles, France
- Illustrations pour Tres Nadals et Tres Navidades de Quim Monzó (Quaderns Crema)
- Illustration pour la page de titre de Catalan Writing (Pen Club Català)
- Illustrations pour le livre Ferran Adrià, El Bulli, d’Óscar Caballero (Agnès Vienot)
- Travaux conjoints avec le dessiner David Carson (Quatrat 9, Espai Gràfic)
- Classeur avec gravure pour un projet de l’atelier b-720 et David Chipperfield
- Dessins pour le projet de Ciutat Metropolitana de Jean Nouvel
- Couverture de l’agenda des Bibliothèques de Barcelone
- Sculpture pour Sparkasse, Francfort-sur-le-Main
- Sculpture publique, Igualada.

Ont écrit sur l'œuvre de Ramon Enrich:
David Hockney, Quim Monzó, Lluís Pasqual, Narcís Comadira, Anatxu Zabalbeascoa, Enric Miralles, Lluís Bassat, Daniel Giralt Miracle, Luis Eduardo Aute, Anton Maria Espadaler.